# Cornelius von dem Busch

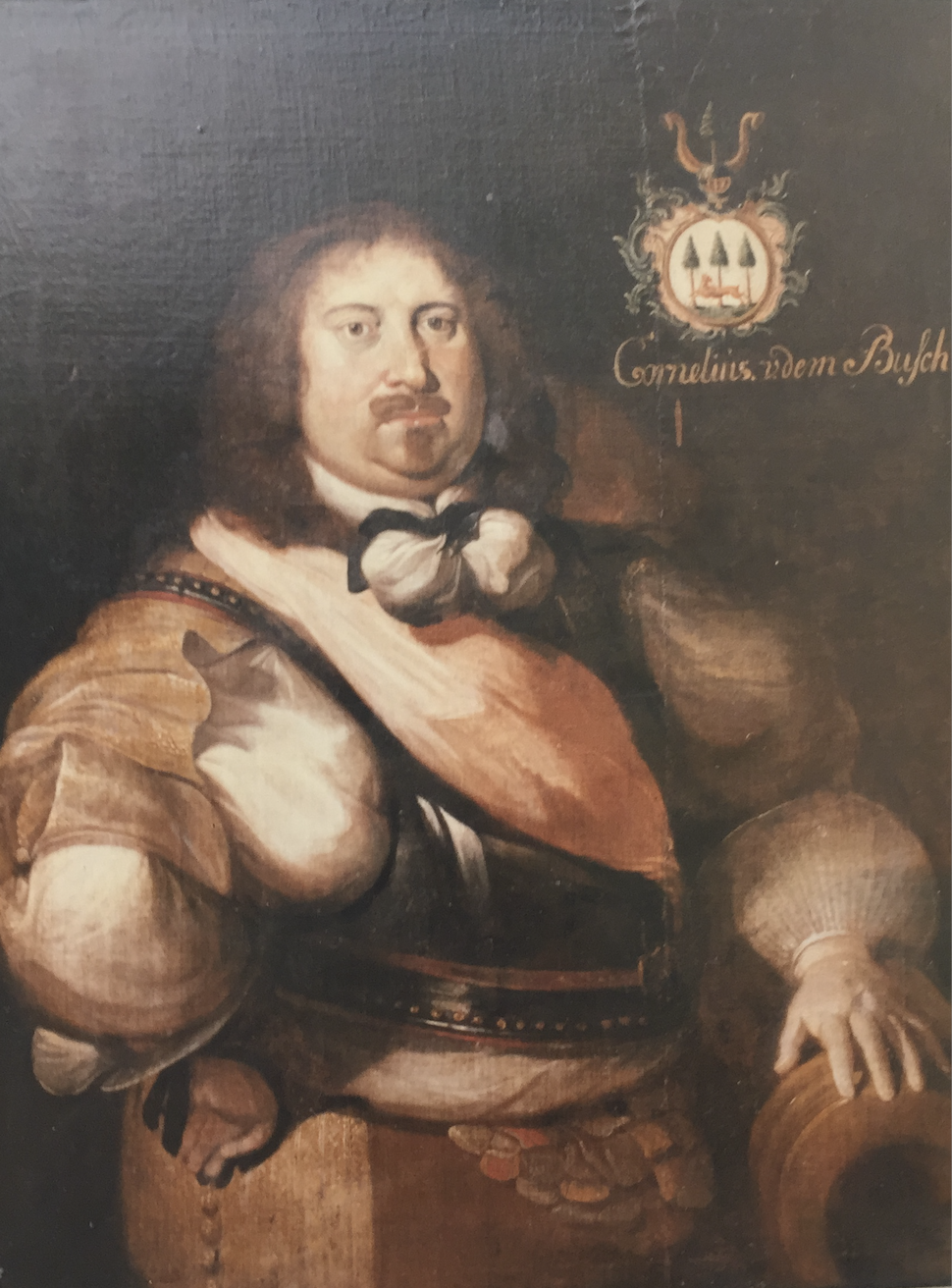
Cornelius von dem Busch, zeitgenössisches Portraitgemälde mit Wappen und Namenszug rechts.

Cornelius von dem Busch (* 8 Tage vor Fastnacht 1616 in Utrecht in den Niederlanden; † 8. Juni 1657 in Wolfenbüttel) war während des Dreißigjährigen Krieges Königlich-Schwedischer Generalquartiermeister und danach Kommandant der Festung Wolfenbüttel im Rang eines Obersten.

## Leben
Busch studierte in den Niederlanden zunächst Ingenieurwissenschaften, Mathematik und Geometrie und erreichte das Profectum.
1638 wurde Busch Soldat und trat in den Dienst Karl Ludwigs Kurfürst und Pfalzgraf am Rhein. Innerhalb des Schwedisch-Französischen Feldzugs wurde er bei Arnheim und Geldern eingesetzt und stieg zum Regiments- und Quartiermeister und Ingenieur auf. Als die kurpfälzischen Truppen in der Schlacht bei Vlotho am 17. Oktober 1638 vom Kaiserlichen Heer vernichtend geschlagen wurden, trat er in schwedische Dienste über und diente dort ebenfalls als Ingenieur. 1640 wurde er von Generalmajor Zabeltitz als Ingenieur mit der Befestigung der von den schwedischen Truppen am 26. April 1640 eroberten Stadt Minden und der umliegenden Festungen beauftragt.
1646 wurde Busch dann Quartiermeister der Armee des Generals Graf Königsmarck in Westfalen und später Quartiermeister der Truppen des Generals Carl Gustav Wrangel in Böhmen. Er wurde im Fürstentum Paderborn, dann in Bayern und zuletzt, nach der Schlacht bei Triebel am 16. September 1647, wiederum in Westphalen eingesetzt. Hier ist für den 3. Februar 1848 urkundlich belegt, dass er in Dringenberg für die Unterbringung der berittenen Regimenter Wrangels sorgte. 1648 war Busch dann für Wrangel bei Bauten in Bremervörde tätig. Später kam Busch mit den Truppen Wrangels dann nochmals nach Bayern und nahm unter anderem an der Schlacht bei Zusmarshausen am 17. Mai 1648 teil. Im April 1649 begleitete Busch Wrangel auf den Nürnberger Exekutionstag, wo weitere Verhandlungen von strittigen Fragen aus dem Westfälischen Frieden stattfanden. Dort gab er eine Karte heraus, die alle Schlachten der französischen, schwedischen und hessen-kasselschen Truppen in Deutschland ab 1631 beschrieb.
Mitte 1650 macht er von Minden aus Vorschläge zur Befestigung für die mit den Bistümern Bremen und Verden an die Schweden gefallenen Ortschaften Vechta und Wildeshausen, fand allerdings für seine Vorschläge keine Zustimmung. Vermutlich auch deswegen trat er 1650 (an den 8 Festtagen des hl. Erzengels Michaels) in den Dienst des Fürstentums Braunschweig-Wolfenbüttel. Hier wurde er von seinem Dienstherr August II., Fürst von Braunschweig-Wolfenbüttel und Herzog zu Braunschweig-Lüneburg, zum Kommandanten der Festung Wolfenbüttel im Rang eines Obristen ernannt. Der Herzog plante nach dem Ende des Dreißigjährigen Krieges den Wiederaufbau und die Verstärkung der Festung Wolfenbüttel. Busch hatte daran großen Anteil, so gingen die Festungswerke Stadtgraben, das Herzogtor und der nach ihm benannte Corneliusberg auf seine Planungen zurück. Außerdem war Busch maßgeblich beteiligt, als Herzog August 1652 Wolfenbüttel um die neue Auguststadt erweiterte. Die Hauptbastion wurde nach Busch Cornelius-Bastion genannt. Sie wurde 1838 abgetragen.
Im Jahr 1657 starb Busch überraschend. Er wurde am 25. Juni 1657 beerdigt. Seine Grabstätte liegt in der zu Buschs Lebzeiten fertiggestellten Hauptkirche Beatae Mariae Virginis in Wolfenbüttel.

## Familie
Buschs Eltern waren der Kaufmann Johann von dem Busch und Adriana Heinrichs. Die Familie stammte wohl aus Herzogenbusch, gewöhnlich auf Holländisch den Bosch genannt, im Brabant.
Am 14. Mai 1644 heiratete Busch die Generalstochter Elisabeth Natorp. Das Paar hatte acht Kinder, von denen zwei bereits im Kindesalter starben. Bei dem Sohn August von dem Busch (1652–1722) war Herzog August Taufpate.

## Adelsstand
Obwohl es keinen direkten Nachweis einer Nobilitierung gibt, wurde Busch in seinen schwedischen und wolfenbüttler Dienstzeiten unter Beifügung der Prädikate Edler, Gestrenger und Mannhafter, sowie in seiner Bestallungsurkunde als Festungskommandant von Wolfenbüttel mit Edler und Fester, angesprochen, was neben dem Namen bereits Adelsprädikate darstellte. Später kam noch ein Wappen (In silbernem Felde vor 3 Bäumen ein Tier, dessen lang gestreckter Körper entfernt an ein Reh erinnert.) hinzu. Nachdem die Nachfahren Buschs die Adelsprädikate allerdings nicht führten, bemühten sich im Jahr 1881 Buschs direkte Nachfahren Ferdinand Arnold von dem Busch (1810–1890) und Johann Moritz von dem Busch (1818–1912) um die Erlaubnis, die Adelsprädikate wieder offiziell führen zu dürfen. Dies wurde zunächst seitens Wilhelm Herzogs zu Braunschweig, sowie 1882 vom Königreich Sachsen und 1883 vom Königreich Preußen anerkannt. Busch galt damit als Stammvater des Adelsgeschlechts Von dem Busch.

## Werke
- Kupferstich & Radierung: Karte Deutschlands, mit der Auflistung der Hauptschlachten französischer und schwedischer Garnisonen sowie einer Liste der Truppenteile, 10 Blätter, verlegt bei Dümler, Nürnberg, 1648